# Victoria (Australien)
Victoria (früher deutsch auch Viktorien) ist ein Bundesstaat im Südosten Australiens. Die Hauptstadt ist Melbourne. Victoria ist flächenbezogen der kleinste Bundesstaat auf dem Festland und besitzt mit rund 6,6 Millionen Einwohner die zweithöchste Bevölkerungszahl. Damit hat Victoria die höchste Bevölkerungsdichte aller australischen Bundesstaaten. Victoria grenzt im Norden an New South Wales und im Westen an South Australia. Im Süden grenzt Victoria an die Bass-Straße, die das australische Festland vom Bundesstaat Tasmanien trennt. Wie Queensland wurde Victoria nach Königin Victoria, der damaligen britischen Monarchin, benannt.

## Geographie und Geologie

### Landschaften und Städte
Victoria hat im Südosten des australischen Kontinents Anteil an vier Großlandschaften: dem Murraybecken im Norden, dem südlichen Bergland, der Great Dividing Range an der Grenze zu New South Wales und der schmalen Küstenebene im Osten. Die Great Ocean Road mit der Felsformation „Zwölf Apostel“ (Twelve Apostles) führt an der Südküste entlang.
Neben der Hauptstadt Melbourne mit ca. 5 Millionen Einwohnern zählen Geelong (154.150 Einw.), Ballarat (80.330 Einw.) und Bendigo (75.857 Einw.) zu den größeren Städten.

### Klima
Das Klima ist mitteleuropäisch bis mediterran geprägt. Im Bergland gibt es vorwiegend Eukalyptuswälder, die im relativ milden Winter durchaus auch mit Schnee bedeckt sein können. Am Mount Buller in den australischen Alpen ist Wintersport möglich. So findet hier der Kangaroo Hoppet, ein Skilanglauf, statt. Höchster Punkt ist der Berggipfel des Mount Bogong mit 1986 m über Normalnull. Die Fläche von Victoria umfasst 227.420 km2.
Auf Phillip Island in der Nähe der Mornington-Halbinsel können das ganze Jahr über Zwergpinguine (Eudyptula minor) im Rahmen eines gut ausgebauten und organisierten Besucherzentrums beobachtet werden, dessen Erlöse zum Erhalt der Pinguin-Population verwendet werden.
Victoria ist nach Angaben des australischen Climate Councils der am stärksten von Buschfeuern betroffene Bundesstaat Australiens: Bedingt durch den Klimawandel erhöhen sich dort das Risiko und die Dauer von Buschbränden zunehmend. Es wird davon ausgegangen, dass sich auch die Anzahl der von extremer Brandgefahr betroffenen Tage in Victoria zukünftig weiter erhöhen wird. Die Verringerung des Treibhausgasausstoßes wird dabei als entscheidend für die weitere Entwicklung angesehen. Die Überhitzung des Klimasystems der Erde stellt somit den Bezugsrahmen für die statistische Häufung extremer Hitzewellen in jüngerer Zeit, wie etwa jene im Sommer 2018/2019, und Buschbrände, wie die bislang verheerendsten seit Beginn der Wetteraufzeichnungen im Februar 2009 mit 173 Todesopfern, dar.
Nach Tasmanien hat Victoria zugleich die meisten Niederschläge. Die Niederschlagsmenge im Süden ist deutlich höher als im Norden mit einem höheren Niederschlagsdurchschnitt in höhergelegenen Regionen.

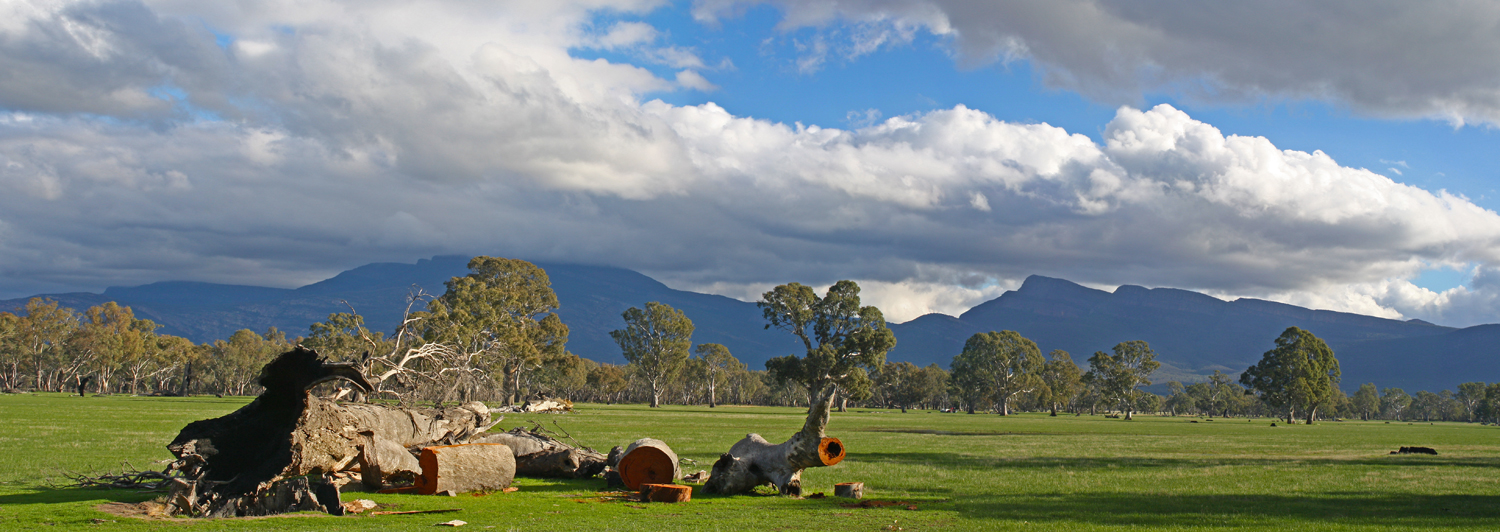
Landschaft im Bundesstaat Victoria

## Bevölkerung
Entgegen der Prognose lag die Bevölkerungszahl bei der Volkszählung 2011 lediglich bei 5.354.042 statt der Prognose von 5.500.000. Im Jahr 2019 lag sie dagegen mit 6.629.900 bereits über der Prognose für 2021.

## Geschichte

Bundesstaaten und Territorien im Laufe der Zeit

Aborigines lebten schon seit ungefähr 40.000 Jahren im Gebiet des heutigen Victoria, als in den 1830er Jahren die Besiedlung durch Europäer besonders von Tasmanien aus einsetzte. Im Jahre 1835 wurde Melbourne gegründet. Ab 1851 war Victoria eine separate britische Kolonie. Goldfunde im Jahre 1851 bei Ballarat und Bendigo lösten einen Goldrausch und damit verbunden eine Masseneinwanderung (Europäer und vor allem Chinesen) aus. 1901 wurde Victoria Mitglied des Australischen Bundes. Wie auch Queensland wurde Victoria nach Königin Victoria, der damaligen britischen Monarchin, benannt.

## Politik

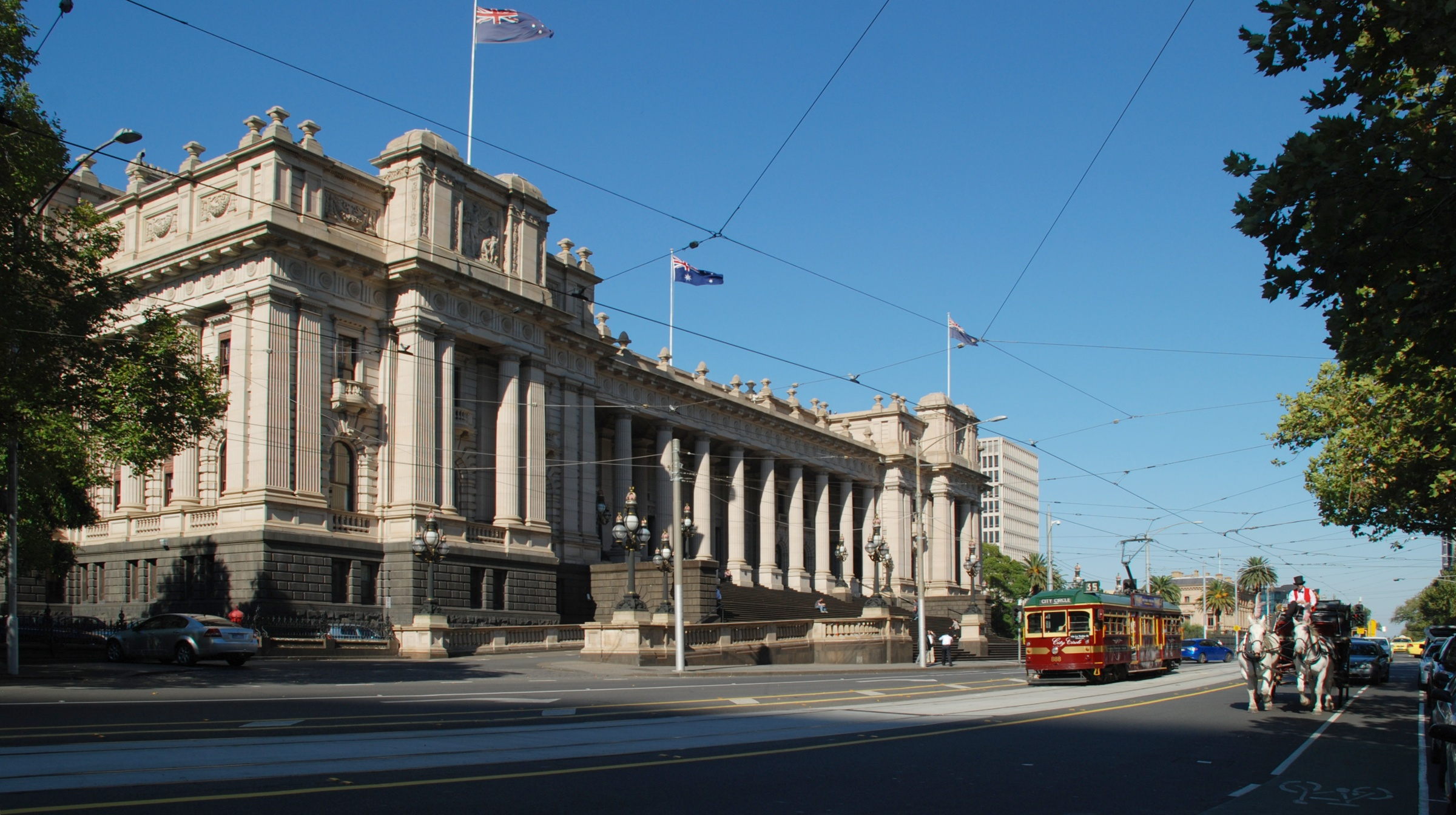
Das Parliament House, erbaut 1856, Sitz des Viktorianischen Parlaments

Der Bundesstaat Victoria besitzt eine parlamentarische Regierungsform, basierend auf dem Westminster-System.
Die Legislative beruht auf dem Zweikammernsystem des Viktorianischen Parlaments, bestehend aus dem Gouverneur als offiziellem Vertreter der Krone, dem Repräsentantenhaus (genannt Legislative Assembly oder Unterhaus) sowie dem Senat (genannt Legislative Council oder Oberhaus). Das Unterhaus setzt sich aus 88 Mitgliedern mit einer Legislaturperiode von vier Jahren zusammen. Das Oberhaus setzt sich aus 40 Mitgliedern mit einer Legislaturperiode von vier Jahren zusammen und nimmt vergleichbare Funktionen wie der Australische Senat wahr.
Die viktorianischen Wähler entsenden 49 Vertreter in das Australische Parlament nach Canberra, davon 37 ins Australische Repräsentantenhaus und 12 in den Australischen Senat.
Victoria besitzt eine 1975 in Kraft getretene Verfassung, welche allerdings im Wesentlichen auf der kolonialen Verfassung von 1855 basiert. Als gesetzgebende Kraft ermächtigt die Verfassung das viktorianische Parlament zum Gesetzbeschluss auf Bundesstaatenebene. Die Viktorianische Verfassung kann vom Viktorianischen Parlament abgeändert werden. Zukünftig könnten Verfassungsänderungen durch ein Referendum durchgeführt werden.
Der Premierminister von Victoria ist der Kopf jener politischen Partei oder Koalition, die die meisten Sitze im Repräsentantenhaus erringen konnte. Gemeinsam mit seinem Kabinett stellt er die legislative Kraft und bestimmt die politische Agenda für die jeweilige Legislaturperiode (und teilweise darüber hinaus). Seit den Wahlen in Victoria im November 2014 führt Daniel Andrews von der Australian Labor Party eine Regierung mit 47 von 88 Sitzen im Repräsentantenhaus, bestätigt bei den Wahlen 2018 und 2022.

### Verwaltungsgliederung

Übersicht der Local Government Areas in Victoria

Victoria ist in 79 lokale Verwaltungsgebiete, genannt Local Government Areas (LGA), sowie 11 unincorporated areas (gemeindefreie Gebiete) unterteilt.

### Partnerschaften
Der Bundesstaat Victoria pflegt Partnerschaften mit:
- Jiangsu in Volksrepublik China (seit 1979)
- Präfektur Aichi in Japan (seit 1980)
- Busan in Südkorea (seit 1994)
- Sichuan in Volksrepublik China (seit 2016)

## Wirtschaft und Infrastruktur
Victoria ist nach New South Wales die zweitgrößte Volkswirtschaft der australischen Bundesstaaten. Der Tertiärsektor ist der bedeutendste Wirtschaftssektor. Rund ein Viertel der Arbeitnehmer sind in Dienstleistungsunternehmen oder im öffentlichen Dienst beschäftigt. Durch den Niedergang der Montanindustrie und den daraus entstandenen Strukturwandel hat Victoria die höchste Arbeitslosenquote in Australien (2009). Heute sind noch rund 15 % der Beschäftigten in der herstellenden Industrie und weniger als ein Prozent im Bergbau beschäftigt. Wichtige Industriezweige sind die Kraftfahrzeugindustrie (Ford, Toyota und Holden), Aluminiumherstellung, Ölraffinerien und die Rüstungsindustrie. Zentrum der herstellenden Industrie ist die Hauptstadt Melbourne, gefolgt von Geelong. Victoria besitzt außerdem in der Region Gippsland die weltweit größten bekannten Braunkohlevorkommen. Der Abbau von jährlich rund 66 Millionen Tonnen wird der Energiegewinnung zugeführt. Vor der Küste wird im Offshore-Verfahren Erdöl und Erdgas gefördert. In Victoria, dem historischen Zentrum des australischen Goldrauschs, ist die heutige Förderung mit einem Anteil von rund ein Prozent an der nationalen Goldförderung von geringerer Bedeutung. Die Gewinnungsarbeiten bei mineralischen Rohstoffen werden durch die Agentur GeoScience Victoria vorbereitet und staatlich beaufsichtigt.
Rund 60 % der Landfläche Victorias wird als Agrarland genutzt. Vorrangig wird Weizen und Gerste angebaut, außerdem Tabak und Obst. Hauptsächlich im Norden und Westen des Bundesstaates ist die Viehzucht (Schweine und Lämmer) von Bedeutung.

### Tourismus

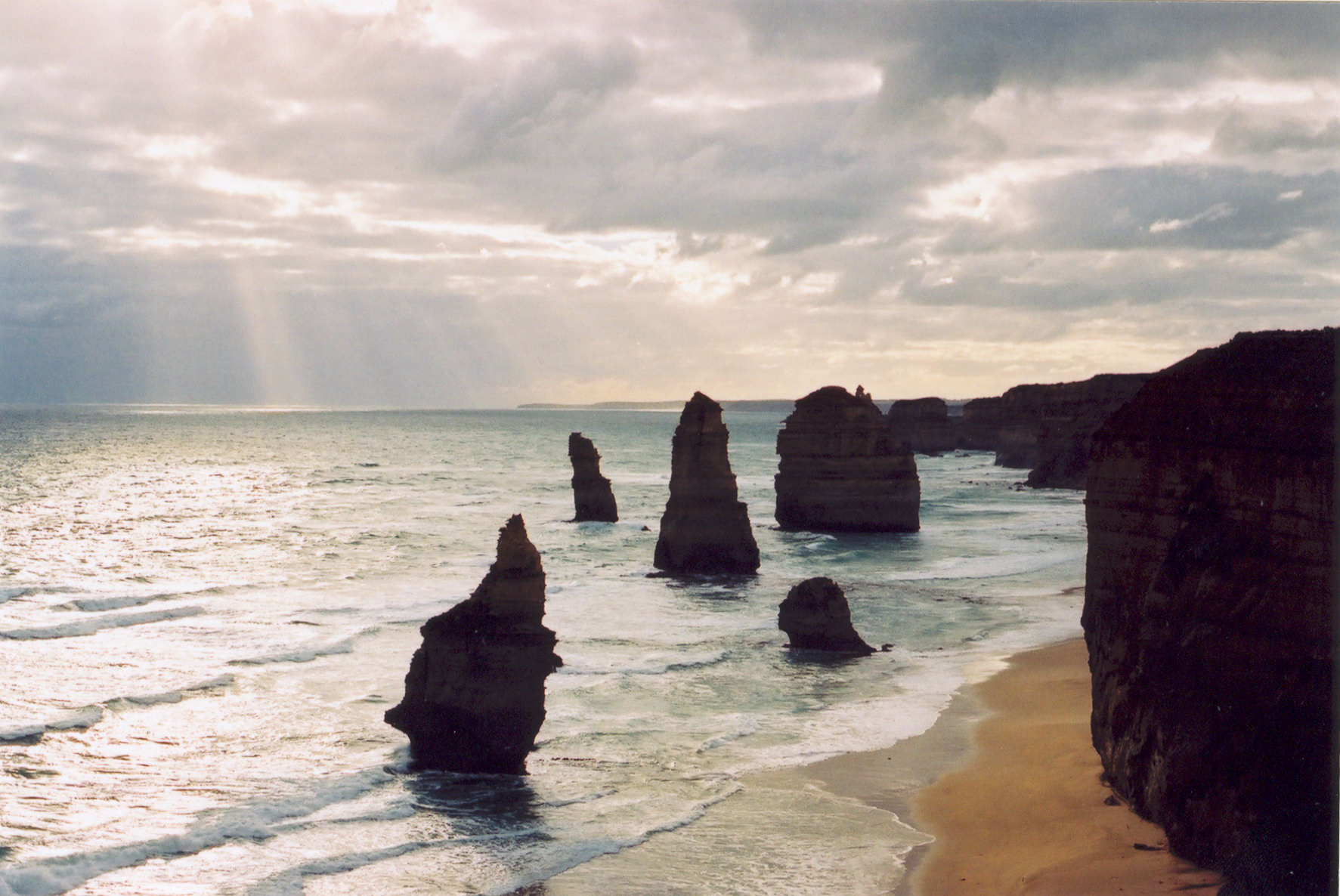
Twelve Apostles im Abendlicht

Beliebte Touristenziele in Victoria sind:
- Melbourne, die Metropole mit ihren Sehenswürdigkeiten Melbourne Museum, Crown Casino, Melbourne Zoo, Eureka Tower, Queen-Victoria-Markt etc.

- Der Grampians-Nationalpark im dünn besiedelten inneren Landesteil von Victoria mit den spektakulären Felsüberhängen, genannt Balconies
- Die Great Ocean Road, eine rund 250 km lange Küstenstraße entlang der victorianischen Südküste zwischen Geelong und Warrnambool
- Die historischen Städte entlang des Murray Rivers, vor allem die Städte Echuca und Mildura mit Wassersportmöglichkeiten und den legendären Raddampfern
- Surfcoast Highway mit Torquay als Zentrum der australischen Surfindustrie
- Die Twelve Apostles, bis zu 60 Meter hohe im Meer stehende Kalksteinfelsen als spektakulärer Höhepunkt der Great Ocean Road
- Die Victorianischen Alpen als Ausläufer der Australischen Alpen mit zahlreichen Ski-Ressorts für Wintersport
- Weingebiete durchziehen den ganzen Bundesstaat
- Wilsons Promontory, die Halbinsel mit South Point als südlichstem Punkt des australischen Festlands, an dem sich der Wilsons-Promotory-Leuchtturm befindet.

### Energieversorgung
Der größte Teil der genutzten elektrischen Energie wird in zahlreichen Braunkohlekraftwerken in der Region um Latrobe Valley, Gippsland erzeugt. Das bekannteste, Hazelwood Power Station, erzeugt rund ¼ der benötigten elektrischen Energie im Bundesstaat Victoria. Braunkohle ist der wichtigste Rohstoff in Victoria; jährlich werden in der Region um Latrobe Valley mehr als 66 Millionen Tonnen für die Herstellung von elektrischer Energie abgebaut. In der Region um Latrobe Valley befinden sich die größten bekannten Braunkohlereserven der Welt.
Auf Grund der regionalen physisch-geographischen Gegebenheiten gibt es in Victoria eines der besten Windkraftpotentiale Australiens, vor allem entlang der Südküste und in den höher gelegenen Regionen. Daher befinden sich viele Windparks an der Südküste sowie um die Städte Ballarat, Ararat und Hamilton. Die Gesamtkapazität der Windparks in Victoria lag 2011 bei 428 MW. Inzwischen, Stand Juli 2022, ist sie deutlich gewachsen und beträgt etwa 3600 MW.

### Wasserversorgung
Die Wasserversorgung in Victoria basiert im Wesentlichen auf einem System von Dämmen und Rückhaltebecken im Zentrum des Bundesstaates.
Die Ende 2011 fertiggestellte Meerwasserentsalzungsanlage in Wonthaggi im Süden Victorias ist mit einer Leistung von 150 bis 200 Gigaliter pro Jahr ein integraler Bestandteil der Wasserversorgung von Victoria und im Speziellen von Melbourne. Der Bau der Anlage ist als Antwort auf die wiederholte Wasserknappheit in den 2000er Jahren zu verstehen. Allerdings ist der Bau der Anlage in der Öffentlichkeit nach wie vor umstritten.

### Verkehr

#### Straßenverkehr

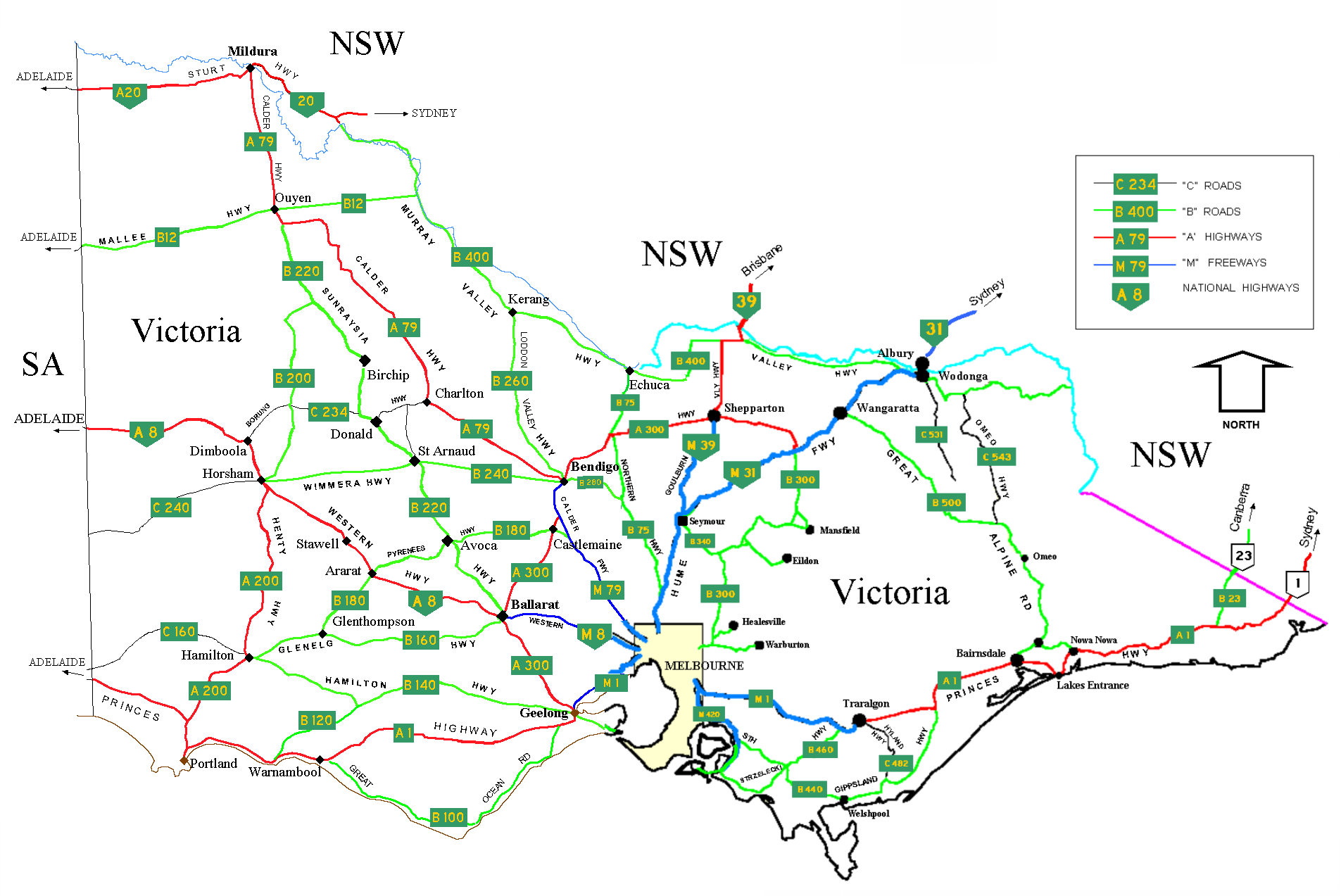
Siedlungen in Victoria verbunden durch das Straßennetz.

Victoria hat die höchste Bevölkerungsdichte in Australien mit über den ganzen Bundesstaat verteilten Bevölkerungszentren. Einzig der Nordwesten und die Region der Viktorianischen Alpen sind deutlich dünner besiedelt. Die Bevölkerungszentren sind durch gut ausgebaute Highways (Autobahnen) miteinander verbunden. Rund um Melbourne befindet sich das bestausgebaute Netz von Freeways (gebührenfreie Autobahnen) in ganz Australien. VicRoads, die Straßen- und Verkehrsbehörde Victorias, ist zuständig für Verkehrsplanung, Straßenbau, Fahrzeugzulassung und Führerscheinvergabe. Zahlreiche private Unternehmen betreiben in Victoria mautpflichtige Straßen.

#### Schienenverkehr
Der Schienenverkehr in Victoria entwickelte sich aus dem Staatsbahnsystem der britischen Kolonie. Heutzutage operieren verschiedene private wie öffentliche Verkehrsträger auf staatlichen Bahnlinien. Metro Trains Melbourne betreibt ein gut ausgebautes, elektrifiziertes Personenverkehrssystem in Melbourne und seinen großflächigen Vorstädten. V/Line, ein staatlicher Betreiber, verbindet in einem dichten Netzwerk die regionalen Zentren Victorias. The Overland verbindet auf einer Fernverkehrsstrecke die Metropolen Melbourne und Adelaide. CountryLink betreibt die Fernverkehrsstrecke Melbourne – Sydney. Pacific National, CFCLA und El Zorro betreiben Güterverkehrsstrecken. In Melbourne betreibt Yarra Trams das weltweit größte Straßenbahnnetz mit über 249 Streckenkilometern.

#### Wasserverkehr
Der Hafen Melbournes ist der größte Frachthafen Australiens und befindet sich im Südwesten der Innenstadt an der Mündung des Yarra River. Weitere Seehäfen befinden sich in Westernport, Geelong und Portland.
Vom Hafen Melbournes aus betreiben die beiden Fähren MS Spirit of Tasmania I und II die Strecke nach Devonport, Tasmanien. Die Überquerung der Bass-Straße dauert zwischen zehn und zwölf Stunden.

#### Luftverkehr
Der Melbourne Airport (MEL) liegt 22 Kilometer nordwestlich von Melbourne im Vorort Tullamarine, daher auch der geläufigere Name Tullamarine-Airport. Er verfügt über zwei Start- und Landebahnen sowie vier Terminals und ist rund um die Uhr geöffnet. Der internationale Flughafen Tullamarine stellt das Zugangstor zum Bundesstaat Victoria auf dem Luftweg dar und ist eines der beiden Drehkreuze der größten australischen Airline Qantas Airways. Für die australischen Billigfluggesellschaften Tiger Airways Australia und Jetstar Airways sowie die beiden Frachtfluggesellschaften Australian Air Express und Toll Priority ist es der Heimatflughafen.
Der Avalon Airport (AVV) ist der zweitgrößte Verkehrsflughafen in Victoria. Bekannt ist der Flughafen aber vor allem für die Ausrichtung der Australian International Airshow alle zwei Jahre.
Weitere Verkehrsflughäfen im Stadtgebiet von Melbourne sind Essendon Airport und Moorabbin Airport. Folgende weitere Flughäfen haben geregelte Abflugzeiten: Hamilton Airport, Mildura Airport, Mount Hotham Airport und Portland Airport. Weitere 27 kleine Flughäfen mit unregelmäßigen Flugzeiten existieren in Victoria.

### Bildung

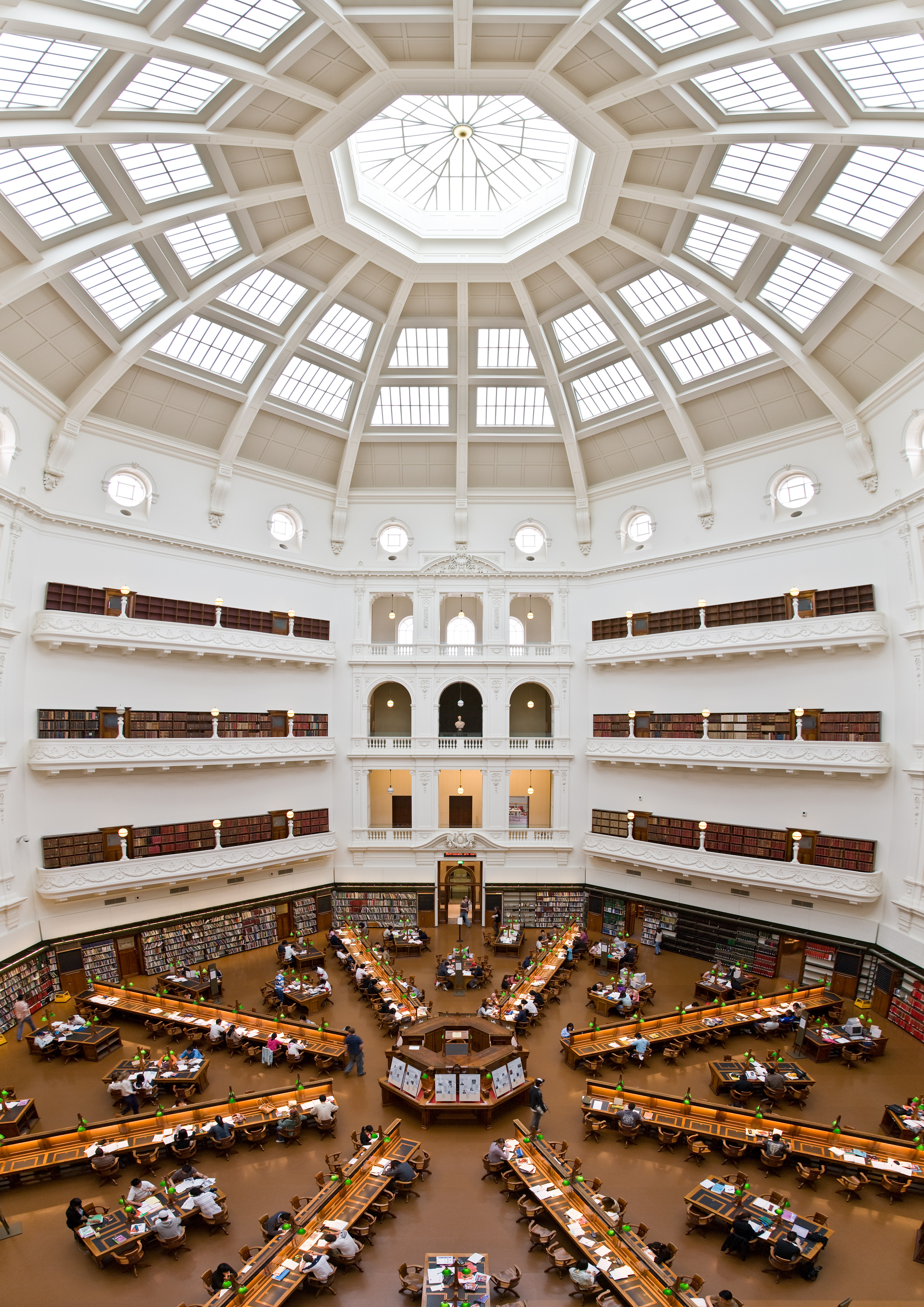
State Library of Victoria, Melbournes größte öffentliche Bibliothek (La Trobe Reading Room)

Es gibt in Victoria neun Universitäten. Die älteste, die University of Melbourne, existiert seit 1853 und ist zugleich die zweitälteste Universität Australiens (nach der University of Sydney). Die Monash University, die zweitälteste Universität Victorias, ist die größte Universität Australiens mit über 56.000 eingeschriebenen Studenten. Beide Universitäten sind in der Group of Eight, einem Verband der acht führenden Universitäten Australiens, vertreten. Im Jahr 2008 waren an den Universitäten Victorias insgesamt über 264.000 Studenten mit einem Anteil von über 30 % internationaler Studenten eingeschrieben. Ein – für deutsche Verhältnisse hoher – Anteil von einem Drittel der Studenten ist in wirtschaftswissenschaftlichen Studiengängen eingeschrieben.
- Australian Catholic University (ACU), Melbourne u. a.
- Deakin University (DEAKIN), Geelong, Melbourne
- La Trobe University (LA TROBE), Melbourne
- Monash University (MONASH), Melbourne u. a.
- RMIT University (RMIT), Melbourne
- Swinburne University of Technology (SWINBURNE), Swinburne u. a.
- Universität Melbourne (MELBOURNE), Melbourne
- University of Ballarat (BALLARAT), Geelong, Ballarat
- Victoria University (VU), Melbourne

## Kultur

### Veranstaltungen
Die Australian International Airshow, auch Avalon Airshow, ist eine alle zwei Jahre stattfindende Flugschau auf dem Avalon Airport, gelegen zwischen Melbourne und Geelong. Sie findet seit 1988 statt und ist laut Veranstalter die größte Flugschau dieser Art in der südlichen Hemisphäre. Die Veranstaltung ist eine Mischung aus Kunstflug-Präsentationen und der Vorstellung von (zumeist) militärischem Fluggerät.

### Sport

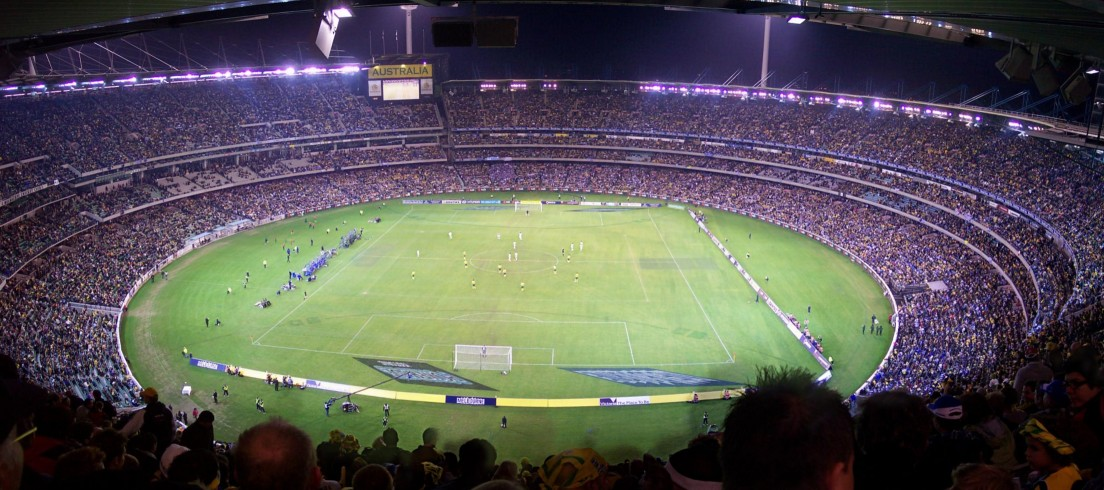
Melbourne Cricket Ground 2006

Der Bundesstaat Victoria ist für seine ausgeprägte Sportkultur bekannt. Die Hauptstadt Melbourne wurde wiederholt als Sport-Hauptstadt der Welt bezeichnet.
Victoria ist die Heimat des Australian Rules Football, auch Aussie Rules oder Footy genannt. Allein zehn der achtzehn Clubs der Australian Football League sind in Victoria ansässig. Das jährliche AFL Grand Final findet im Melbourne Cricket Ground statt und gilt als weltweit bestbesuchte Vereinsmeisterschaftsveranstaltung.
In Melbourne fanden die Olympischen Sommerspiele 1956 sowie die Commonwealth Games 2006 statt. Jedes Jahr im Januar findet in Melbourne die Australian Open, das erste der vier Grand-Slam-Turniere, statt. Der Große Preis von Australien wird als Motorsportveranstaltung seit 1928 durchgeführt. Seit 1985 findet er als Grand Prix im Rahmen der Formel-1-Weltmeisterschaft statt und ist seit 1996 auf dem Albert Park Circuit in Melbourne heimisch. Zumeist markiert er den Saisonauftakt zur Formel-1. Im Crown Casino in Melbourne findet die Aussie Millions Poker Championship statt. Mit einem Gesamtpreisgeld von über sieben Millionen $A war es 2006 das Pokerturnier mit dem höchsten Gesamtpreisgeld auf der Südhalbkugel.
Der Melbourne Spring Racing Carnival, eine der größten Pferderennenveranstaltungen der Welt und zugleich eines der größten Sportevents der Welt findet jährlich im Australischen Frühjahr zwischen Oktober und November statt. Höhepunkt stellt der mit sechs Millionen A$ dotierte Melbourne Cup dar. Die Bedeutung des Pferderennens ist so groß, dass der Melbourne Cup Day (Austragungstag des Cups) in Melbourne und Umgebung ein offizieller Feiertag ist.
Das Surf Coast Shire an der Südküste Victorias gilt als Surfer-Hochburg an der australischen Südküste. Die Küstenstädte Jan Juc, Anglesea, Aireys Inlet, Lorne und Torquay bilden hier einen Anlaufpunkt für Strand- und Surftouristen. Dabei ist besonders Torquay für seine Surfstrände berühmt, vor allem Bells Beach. In Bells Beach findet als Teil der ASP World Tour jährlich das Rip Curl Pro statt. Aus Torquay stammen weltweit bekannte Hersteller der Surfindustrie wie Rip Curl und Quiksilver.
In Lorne im Surf Coast Shire an der Südküste Victorias findet am ersten Januarwochenende der Lorne Pier to Pub Swim statt, das größte organisierte Meeresschwimmen der Welt mit einer Schwimmstrecke von 1,2 km und rund 4300 Teilnehmern.

## Persönlichkeiten
- Vanessa Amorosi (* 1981), Sängerin
- J. F. Archibald (1856–1919), Journalist und Herausgeber
- William MacMahon Ball (1901–1986), Politiker und Universitätsprofessor
- Bessie Lee Cowie (1860–1950), Aktivistin der Woman’s Christian Temperance Union, Sozialreformerin, Rednerin, Dozentin und Publizistin
- Brody Dalle (* 1979), Sängerin und Gitarristin
- Kimberley Davies (* 1973), Schauspielerin
- Malcolm Douglas (1941–2010), Tierfilmer und Krokodilexperte
- Edith Searle Grossmann (1863–1931), Lehrerin, Romanautorin, Biografin, Journalistin und Feministin
- Liam Hemsworth (* 1990), Schauspieler
- Luke Hemsworth (* 1981), Schauspieler
- Chris Hemsworth (* 1983), Schauspieler
- Barry Humphries (1934–2023), Komiker, Satiriker und Charakterdarsteller
- Henry Koch (1832–1888), Unternehmer
- Jack Hibberd (1940–2024), Dramatiker und Autor
- Rupert Murdoch (* 1931), Medienunternehmer
- Dannii Minogue (* 1971), Sängerin und Schauspielerin
- Kylie Minogue (* 1968), Sängerin und Schauspielerin
- Dieter Salomon (* 1960), Oberbürgermeister der Stadt Freiburg im Breisgau
- Michael Joseph Savage, Politiker (Labour Party) und 23. Premierminister Neuseelands
- Peter Singer (* 1946), Philosoph
- Nicky Whelan (* 1981), Model und Schauspielerin